# Торговля человеческими органами в Косове
Серия инцидентов с торговлей человеческими органами в Косове и Албании началась в 1999 году. Общее количество пострадавших по разным оценкам: до 50, от 24 до 100, около 300. Эти инциденты относятся как к изъятию органов у людей, похищенных бойцами Армии освобождения Косова в 1999 году, так и незаконной трансплантации в косовских клиниках во второй половине 2000-х гг.

## Изъятие органов у похищенных в Косово
В 2008 году бывший прокурор Гаагского трибунала Карла дель Понте опубликовала книгу «Охота. Я и военные преступники», где подробно рассказала о похищении албанцами в 1999 году 300 сербов, цыган и не лояльных Хашиму Тачи албанцев. По данным дель Понте, у похищенных забирали почки и сердце. Органы переправляли в Европу, Израиль и Турцию. Причём оставшиеся с одной почкой пленные были вынуждены ждать клиента, желающего получить их вторую почку. В окрестностях Бурреля в Албании, дель Понте нашла дом, где проводились операции по изъятию органов. Там оставались следы крови, остатки медикаментов и перевязочных средств. Однако МТБЮ не начал расследование. По словам дель Понте, чиновники Миссии ООН по делам временной администрации в Косове, которую возглавлял будущий министр иностранных дел Франции Бернар Кушнер, помешали завершить расследование преступлений косовских албанцев. Директор Центра по изучению балканского кризиса Института славяноведения РАН Елена Гуськова отметила:
Было огромное количество пропавших без вести — это были сербы и албанцы, но в основном сербы — как раз их убивали на эти органы. И, видимо, на эти деньги албанцы и воевали
12 декабря 2010 года Дик Марти на заседании комитета Совета Европы по юридическим вопросам и правам человека в Страсбурге представил доклад, в котором обвинил Хашима Тачи в торговле человеческими органами. Согласно докладу, главную роль в этой торговле играл начальник медицинской службы террористической организации «Армия освобождения Косова» Шарип Муджа, политический советник главаря АОК и премьер-министра самопровозглашенной республики Косово Хашима Тачи. При этом в спецдокладе имя Хашима Тачи упоминается 27 раз на 27 страницах. Он и другие члены «Дреницкой группы» постоянно называются главными игроками в разведывательных докладах о косовских структурах организованной преступности. «Дреницкая группировка» занималась заказными убийствами, контрабандой оружия, наркотиков и человеческих органов на территории Восточной Европы. А донорами были сербские военнопленные. После этого Евросоюз и его гражданская миссия в Косове начали сбор доказательств.
10 сентября 2012 года сербская Прокуратура по военным преступлениям опубликовала показания свидетеля — бывшего бойца Армии освобождения Косова. Он рассказал об участии в хирургической операции, во время которой у сербского пленника было извлечено сердце. Был ли пленный жив или мертв на момент начала операции, свидетель не уточнил. Также свидетель описал транспортировку органа в аэропорт Ринас близ Тираны — столицы Албании. По его словам, сердце затем было продано на чёрном рынке. Кроме того, албанец рассказал, что бойцы Армии освобождения Косова проходили специальную подготовку по извлечению органов из человеческих тел.
Однако никаких доказательств обвинениям найдено не было. Глава отдела военных преступлений EULEX Матти Раатикайнен заявил: «Дело в том, что нет никаких доказательств в этого дела, никаких тел. Никаких свидетелей. Все сообщения и внимание СМИ к этому вопросу не помогли нам». Он охарактеризовал эти обвинения как «отвлечение внимания», которое помешало отделу военных преступлений найти останки около 2000 лиц сербской, албанской и цыганской национальности, которые до сих пор пропали без вести во время конфликта. В отчёте ЕС, опубликованном в 2014 году, сделан вывод о том, что кража органов и торговля ими имели место, но «в очень ограниченных масштабах с участием нескольких человек».
В 2015 году в Косово был создан специальный судебный орган для преследования бывших боевиков ОАК, замешанных в военных преступлениях и преступлениях против человечности. На апрель 2023 год в этом суде рассматриваются обвинения против Хашима Тачи и ещё троих лидеров ОАК. Обвинений в торговле органами им не выдвинуто, что дало повод Тачи заявить в суде «теперь мир знает, что торговли органами не было».
.

## Нелегальные трансплантации в клинике «Медикус»
В 2008 году несколько человек были задержаны и ещё двое объявлены в розыск по подозрению в нелегальной трансплантации почки в Приштинской клинике «Медикус». Следователи выяснили, что в этой клинике была проведена нелегальная пересадка органа от 23-летнего гражданина Турции 70-летнему гражданину Израиля. Клиника зарабатывала деньги на пересадках, не имея на то соответствующей лицензии. Секретарь Министерства здравоохранения Илир Рецай выписал ей незаконное разрешение. После данного инцидента клиника была закрыта.
В одиннадцати случаях «черной трансплантологии» в приштинской клинике «Медикус», ставших предметом расследования экспертов ОБСЕ, россияне выступили донорами. В общей сложности через этот медицинский центр прошли не менее двадцати четырёх человек, среди которых граждане семи стран, в том числе — россияне, украинцы и белорусы. Следователи установили, что жертвами торговцев органами из Косова стали также граждане Молдовы, Казахстана и Турции. Донорам обещали вознаграждение в размере не менее двадцати тысяч долларов, которое потом не выплачивалось. Заказчики органов за них платили сумму в пять раз больше. В «банду черных трансплантологов» входили около двадцати человек. Главные фигуранты — турецкий врач Юсуф Сонмез, непосредственно оперировавший пациентов, а также обеспечивавших конвейер из новых пациентов израильтянин Моше Харел, были объявлены по линии Интерпола в международный розыск.
4 марта 2011 года было начато официальное расследование. Представляющий ЕС прокурор Джонатан Рэйтел рассказал суду, что органы незаконно изымались у жертв и пересаживались богатым пациентам из Канады, Германии, Польши и Израиля.
29 апреля 2013 года пять человек были осуждены по делу о изъятии органов в приштинской клинике «Медикус». Согласно приговору суда, всего в клинике было выполнено порядка 30 нелегальных операций по трансплантации почек. Донорами становились малообеспеченные граждане из России, Молдовы, Казахстана и Турции, которым обещали примерно по 15 тысяч евро. Желавшие получить донорские органы платили за операцию до 100 тысяч евро. В приговоре указывается, что организаторами незаконного бизнеса помимо Лютфи Дервиши были вербовщик доноров гражданин Израиля Моше Харель и выполнявший операции турецкий хирург Юсуф Сонмез, которые недоступны для правосудия миссии ЕВЛЕКС. В Израиль и Турцию были отправлены запросы об их выдаче, однако оба государства отказали в этом.
Научный сотрудник Института славяноведения РАН Георгий Энгельгардт отметил, что деятельность клиники «Медикус» — это преступное предприятие частных лиц, никак не связанное с руководством Косово. По его мнению, это руководство содействовало привлечению к ответственности виновных лиц «чтобы получить репутацию властей, стремящихся повысить безопасность, справиться с наиболее ужасными проявлениями преступности, с которыми многие ассоциируют Косово, и вести страну по пути цивилизации».